# Der lustige Witwer
Der lustige Witwer ist eine deutsche Stummfilmkomödie aus dem Jahre 1929 von Robert Land mit Harry Liedtke und La Jana in den Hauptrollen. 

## Handlung
Das Ehepaar Georges und Alice Dulac hat sich wieder einmal schwer zerstritten, und deshalb reist er an die Côte d’Azur ab, während es sich Madame lieber in den Alpen gut gehen lassen will. Der weltgewandte Lebemann muss aber recht bald erkennen, dass in seinem Zielort Menton, hart an der Grenze zu Italien, die Preise in dem soeben neu eröffneten Luxushotel, in dem er eigentlich zu nächtigen gedachte, ziemlich gepfeffert sind. Um dennoch dort Unterkunft zu finden, schlägt Georges, von der äußeren Erscheinung her Typus „eleganter Edelmann von Welt“ dem renommeeverliebten Hoteldirektor vor, für „Glanz in der Hütte“ zu sorgen, in dem er für selbige kräftig die Werbetrommel rührt und sich vor den anderen Gästen als ein gewisser Baron Toquet, seines Zeichens reicher Witwer, ausgibt. Prompt bleibt Georges nicht lang allein, als er die bezaubernde, blutjunge Lucile Daumier kennen lernt. Die glücklichen Tage unter südlicher Sonne währen nicht lang, denn eines Tages erscheint Madame Dulac vor Ort. Dies führt zu zahlreichen filmgenretypischen Missverständnissen, denn auch während der Anwesenheit von Alice muss „der lustige Witwer“ zeitgleich seine Rolle als falscher Baron vor den Gästen weiterspielen.

## Produktionsnotizen
Gedreht im März und April 1929 im UFA-Atelier von Berlin-Tempelhof sowie mit Außenaufnahmen in Nizza, passierte Der lustige Witwer die Zensur am 29. April desselben Jahres und wurde am 1. Mai 1929 im Berliner Universum-Kino uraufgeführt. Die Länge des mit Jugendverbot belegten Siebenakters betrug 2461 Meter. 
Die Produktionsleitung hatte Produzent Julius Haimann, die Aufnahmeleitung übernahm Fritz Brunn. Die Filmbauten gestaltete Robert Neppach, Friedel Buckow war Lands Regieassistentin.

## Kritik
Walter Kaul fand nur wenig Vergnügen an dieser gängigen Liedtke-Stereotypie und schrieb im Berliner Börsen-Courier: “Zweifellos ist Der lustige Witwer sauberer, gepflegter und bestrebter als die sonstigen Produktionen, die unter dieser Marke liefen. Die Autoren Reisch und Franz Schulz hatten … einen netten Grundeinfall. (…) Handlung, Bewegungswitz, leichtes Lustspieltempo aber: das geben weder die Autoren noch der Regisseur Robert Land. (…) Harry Liedtke selbst ist eher ein spießiger Onkel als ein Bonvivant. Er will einen Idealtyp darstellen, den es nicht mehr gibt.”